# Handaoia
Handaoia is een geslacht van insecten uit de orde vliesvleugeligen (Hymenoptera) en de familie Ichneumonidae.

## Soorten
- H. albipes (Szepligeti, 1908)
- H. arenacea Seyrig, 1952
- H. bellicornis (Thomson, 1888)
- H. brevipennis Seyrig, 1952
- H. elongata Seyrig, 1952
- H. flexibilis Seyrig, 1952
- H. gracilior Seyrig, 1952
- H. rufovaria Seyrig, 1952
- H. spinosa Seyrig, 1952
- H. stilpnoidiformis (Hedwig, 1932)